# Oxylaemus californicus
Oxylaemus californicus är en skalbaggsart som beskrevs av George Robert Crotch 1874. Oxylaemus californicus ingår i släktet Oxylaemus och familjen rovbarkbaggar. Inga underarter finns listade i Catalogue of Life.